# 남평군 (서진)
남평군(南平郡)은 서진 시대에 설치되어 수나라 때까지 설치된 중국의 옛 군이다.

## 육조
280년(서진 무제 태강 원년), 오나라를 정복한 서진이 남군 작당현, 잔릉현, 신설된 남안현, 강안현을 분리해 남평군을 신설했고 형주에 소속시켰다. 4현 7,000호를 거느렸다. 치소는 작당현에 두었다. 유송대에는 그대로 형주의 속군이 되어 4현 12,392호 45,049명을 거느렸다. 형주 치소인 강릉까지 수로로 250리, 건강까지 수로로 3,500리 거리였다. 420년(유송 무제 영초 원년) 군의 치소가 지금의 징저우시 궁안현 약간 북쪽인 장가태(張家台)일대로 옮겨졌다. 수나라때 남군에 통폐합되어 사라졌다.
| 현명   | 한자   | 대략적 위치                                          | 현급(유송) | 비고                                                     |
| ------ | ------ | ---------------------------------------------------- | ---------- | -------------------------------------------------------- |
| 작당현 | 作唐縣 | 창더시 안샹현 안전향(安全鄕) 남                      | 후상(候相) | 서진대 군의 치소였다.                                    |
| 잔릉현 | 孱陵縣 | 징저우시 궁안현 좌금산촌(坐金山村) 북동              | 후상(候相) | 478년(유송 순제 승명 2년) 군의 치소가 본현으로 옮겨졌다. |
| 남안현 | 南安縣 | 웨양시 화룽현                                        | 령(令)     | 강안현에서 분리신설되었다.                               |
| 강안현 | 江安縣 | 징저우시 궁안현 청안촌(靑安村)일대 → 징저우시 궁안현 | 후상(候相) | 478년 치소가 옮겨졌다.                                   |